# Zvārteklippen
Zvārteklippen (lettisk: Zvārtes iezis) er en af de mere maleriske sandstensklipper fra den devonske tidsalder i Letland, og er en af de større attraktioner i Gauja Nationalpark, beliggende ved Amatafloden i Amatas novads. Zvārteklippen er 20 meter høj og lå præcis hvor floden bugtede sig. I 1939 blev floden rettet ud for at undgå større erosioner af klippen. Overfor Zvārteklippen ligger Miglaklippen (lettisk: Miglas iezis; Tågeklippen), som også kaldes for Čūskuklippen (lettisk: Čūsku iezis; Slangeklippen) fordi den fortsætter ind i skoven.
Zvārteklippen var ifølge legenden samlingspunkt for hekse både pinsedag, Sankthans og til jul, hvor de kom flyvende på kosteskafte fra de omkringliggende skove.